# Cilly
Cilly is een gemeente in het Franse departement Aisne, regio Hauts-de-France (tot 2016 regio Picardië) en telt 222 inwoners (2008). De plaats maakt deel uit van het arrondissement Laon.

De kerk van dit plaatsje, de Église Saint-Martin, is een vestingkerk. Het grootste deel van de kerk is aan het eind van de 19e eeuw herbouwd, alleen het onderste deel van de donjon is ouder.

## Geografie
De oppervlakte van Cilly bedraagt 9,5 km², de bevolkingsdichtheid is 25,9 inwoners per km².

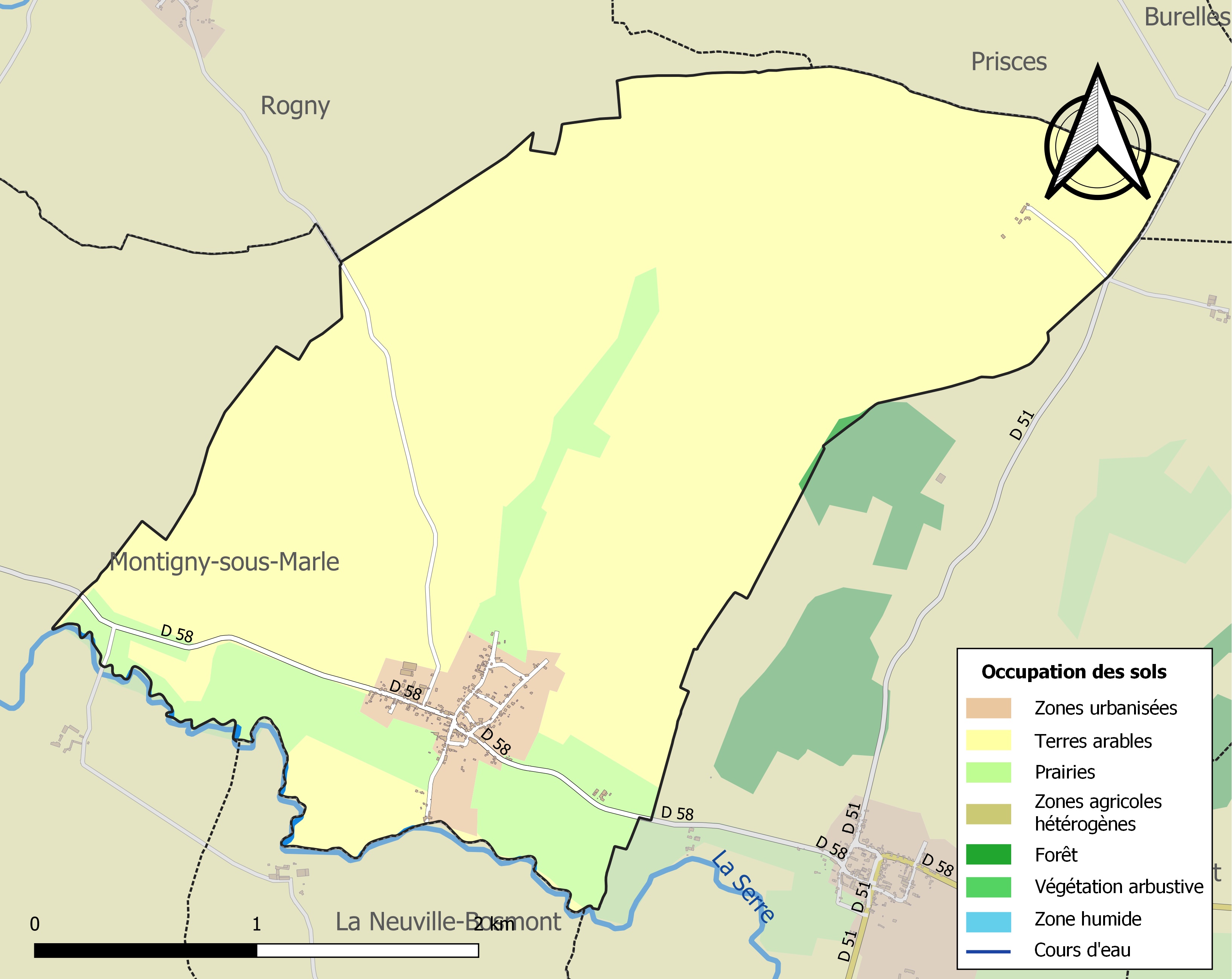
Kaart van de gemeente met de belangrijkste infrastructuur, bodemgebruik en omliggende gemeenten

## Demografie
Onderstaande figuur toont het verloop van het inwonertal (bron: INSEE-tellingen).
Vanwege een beveiligingsprobleem met de MediaWiki Graph-software is het momenteel niet mogelijk deze grafiek weer te geven. Zodra de software is bijgewerkt zal de grafiek vanzelf weer zichtbaar worden.